# Prepona orinocensis
Prepona orinocensis är en fjärilsart som beskrevs av Le Moult 1932. Prepona orinocensis ingår i släktet Prepona och familjen praktfjärilar. Inga underarter finns listade i Catalogue of Life.